# Jacinto Caamaño
Jacinto Caamaño Moraleja (* 1759 in Madrid, Spanien; † 1825?) war ein Entdecker und der Leiter der letzten großen spanischen Entdeckungsfahrt von Alaska (damals Russisch-Amerika) und der Küste von British Columbia. Er war Ritter des Orden von Calatrava und stammte von einer aristokratischen Familie in Galicien ab, dessen Heimatstätte in der Nähe von Santiago de Compostela war. Sein Vater war Juan Fernández de Caamaño und seine Mutter Mariana Moraleja Alocen. Er diente mit 18 Jahren in der Armada Española; zwei Jahre später wurde er zum Offizier (Alférez de navio) befördert.

## Erforschungen
Wenige Jahre später nahm er an einer politisch-kommerziellen Reise nach Konstantinopel teil, um Geschäftsbeziehungen mit der Türkei, Polen und Russland aufzubauen. Nach einer kurzen Reise nach Kuba im Jahr 1787, wurde er von Juan Francisco de la Bodega y Quadra auserwählt, um die Pazifischen Küste von Mexiko und die Marinebasis von San Blas, die Hauptquartiere für die Erforschung des Pazifischen Nordwestens zu besuchen. Zu der Zeit war er ein Fregatten-Leutnant (Teniente de Fragata). Mit ihm reiste sein Schwager Francisco de Eliza, der sich als Gouverneur von Fort San Miguel auf Vancouver Island, Nootka-Sund hervortat. An Bord ihres Schiffes auf dem Weg nach Mexiko war auch Don Juan Vicente de Güemes Padilla Horcasitas y Aguayo, der neu benannte Vizekönig von Neuspanien. Am 3. Februar 1790 nahm Caamaño an einer Expedition zum Pazifischen Nordwesten teil. Er hatte den Befehl über die 189 Tonnen Fregatte Nuestra Señora del Rosario (auch bekannt als  La Princesa), gebaut in San Blas für die Erkundung des Nordens. Bei dieser Reise segelte er nicht außerhalb von Nootka, doch 1792 kam er so weit, wie Bucareli Bay mit der Führung von der Aránzazu, eine Korvette gebaut in Cavite in den Philippinen. Zu dieser Zeit wurde er zum Schiff Leutnant (Teniente de Navío) befördert. Auf dieser Expedition wurde die Küste von Bucareli bis Nootka erforscht. Die Karte von Alaska und British Columbia wurde mit vielen Namen gekennzeichnet, die heute noch existieren. Am 13. Juni segelte  Caamaño von Nootka zur Erkundung von Bucareli Bay, abseits der Prince-of-Wales-Insel (Alaska) und ankerte in Dixon Entrance am 20. Juli. Danach segelte er südwärts durch die Principe Channel, Nepean Sound, Whale Sound, in der Nähe von Estevan Group (Archipel), dann in die Caamaño Sound und südlich durch Laredo Channel zwischen Aristazabal Island und Princess Royal Island. Er kam am 7. September 1792 nach Nootka zurück. Er benannte Principe Channel, Laredo Channel, Campania Island, Campania Sound, Aristazabal Island und Gil Island nach seinem Namen. George Vancouver nahm diese Namen in seiner Karte auf.

## Spätere Karriere und Familie
Nach der erfolgreich abgeschlossenen Reise nach Alaska wurde Caamaño nach einem kurzen Aufenthalt in San Blas über den Pazifischen Ozean zu den Philippinen geschickt. Von 1794 bis 1807 diente er an mehreren Stützpunkten zwischen Mexiko und Peru. Caamaño heiratete bei einer dieser Fahrten die ecuadorianische Francisca de Arteta Santistevan, mit der er acht Kinder hatte. 1820 lebte er noch in Guayaquil, dem Geburtsort seiner jüngsten Tochter. Nichts ist bekannt über sein Sterbedatum und Ort. Einige seiner Nachkommen lebten in Ecuador. Am namhaftesten ist sein Enkel Jose Placido Caamaño der Präsident der Republik von Ecuador wurde.

## Erbe
Camano Island, eine Insel im Puget Sound, wurde wie Caamaño Sound in British Columbia zu Ehren von Jacinto Caamaño nach ihm benannt. Andere spanische Namen in der unmittelbaren Nähe von Caamaño Sound sind Campania Sound, Estevan Point und Aristazabal Island. Auch nach ihm benannt ist die Caamaño Passage.

## Referenzen
- Henry R. Wagner: The Journal of Jacinto Caamaño. In: British Columbia Historical Quarterly. 2(3), S. 189–222 und 2(4), S. 265–300.
- Henry R. Wagner: Northwest Coast. S. 233–235.
- Derek Hayes: Historical Atlas of the Pacific Northwest. Sasquatch Books, Seattle 1999, ISBN 1-570-61215-3, S. 76.
- Raymond Howgego: Encyclopedia of Exploration. I, C1, S. 167.
- Kathleen E Dalzell: The Queen Charlotte Islands. Vol. 2: Places and Names. Cove Press, 1973, ISBN 0-88894-313-X.